# Walter Kintsch
Walter Kintsch (Timișoara, 30 maggio 1932 – 24 marzo 2023) è stato uno psicologo statunitense.
Professore di psicologia all'Università del Colorado a Boulder (Stati Uniti), era considerato uno dei massimi teorici di psicologia cognitiva relativamente alla comprensione del testo.
Ha collaborato molto con il linguista olandese Teun Adrianus van Dijk, pubblicando soprattutto sulla memoria di lavoro e la memoria a lungo termine nella lettura e comprensione del testo. Ha elaborato un modello teorico chiamato "Construction-Integration" (CI).